# Mårten Dahn
Mårten Mårtensson Dahn (i riksdagen kallad Dahn i Östra Grevie), född 20 januari 1849 i Östra Grevie församling, Skåne, död där 24 oktober 1911, var en svensk lantbrukare och riksdagsman.
Mårten Dahn var landstingsman från 1881. Han var riksdagsledamot 1881—1905 i andra kammaren för Skytts och Oxie domsagas valkrets till 1896 och från 1897 invald i Oxie härads valkrets (han bevistade totalt 29 lagtima och urtima riksdagar). I riksdagen var ledamot av tillfälliga, särskilda och ordinarie utskott. Han var statsrevisor 1887—1890 samt ledamot av frihamns- och frilagskommittén 1894—1895. 
Dahn la 1884 fram en motion i riksdagen om att bygga en kanal på Falsterbonäset, för att fartyg skulle slippa passera Falsterborev. Falsterbokanalen anlades dock först 1939 och av helt andra anledningar.

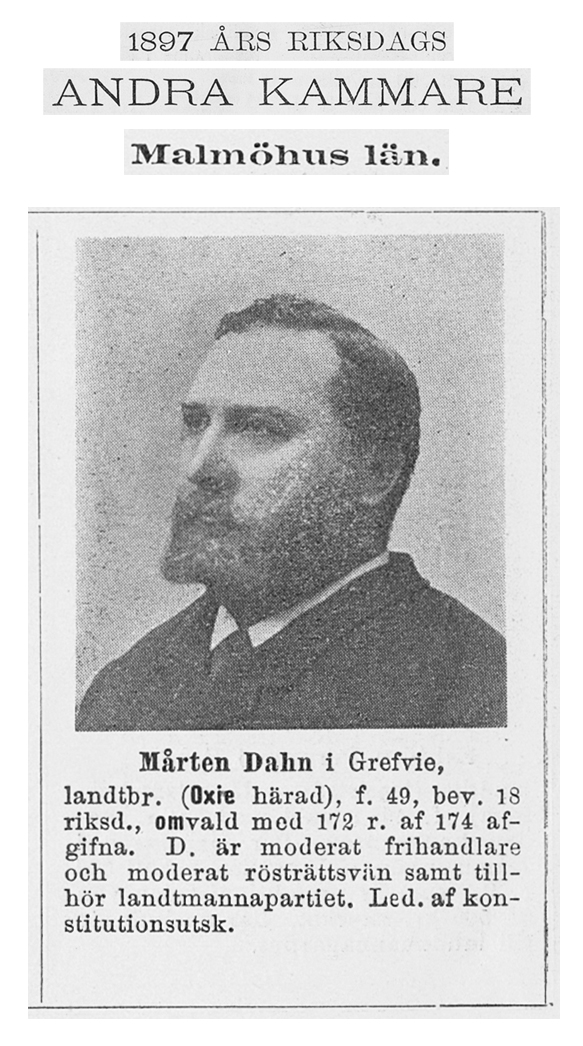
Porträttbok: Riksdagsmän 1897
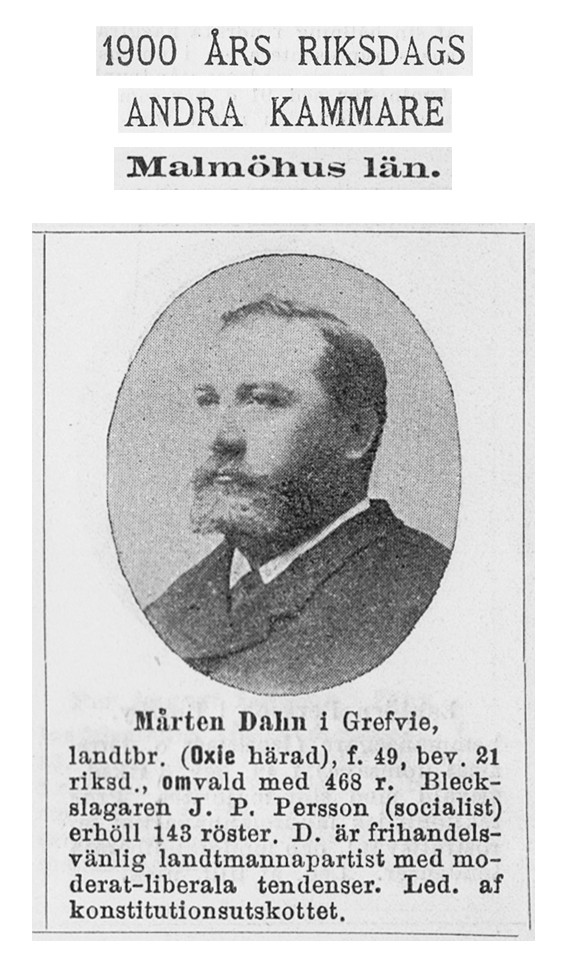
Porträttbok: Riksdagsmän 1900
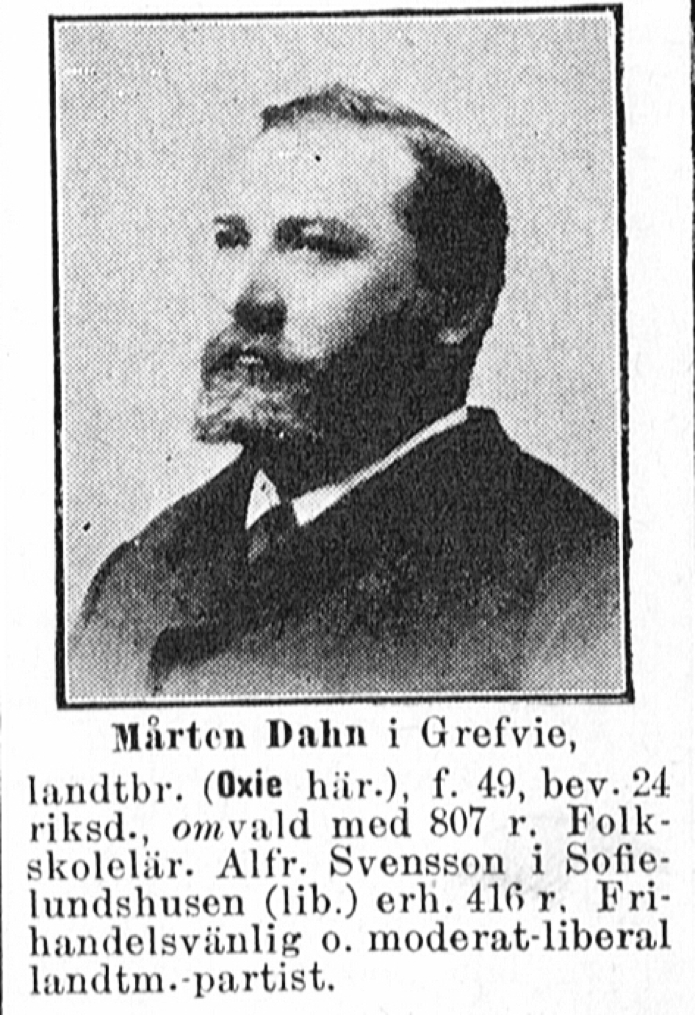
Porträttbok: Riksdagsmän 1903